# Maurice Evans (cestista)
Maurice Eugene Evans (Wichita, 8 novembre 1978) è un ex cestista statunitense.

## Carriera
Dopo due stagioni alla Wichita State University, si trasferì all'Università del Texas per divergenze con l'allora allenatore di Wichita Randy Smithson.
Non selezionato nel draft NBA una volta conclusa l'università, trovò comunque un ingaggio nella National Basketball Association (NBA), dove giocò con i Sacramento Kings e i Minnesota Timberwolves.
Dal 2002 al 2004 giocò in Europa, militando in due squadre. Nella stagione 2002-2003 fece parte del roster dell'Olympiakos, mentre l'anno successivo si trasferì alla Benetton Treviso. Fu il miglior realizzatore della squadra veneta, con una media di 19,3 punti a partita nella regular season del campionato. La formazione biancoverde concluse la stagione raggiungendo le semifinali dei play-off scudetto, vincendo la Coppa Italia e venendo eliminata alle Top 16 in Eurolega.
Dal 2005 Evans giocò di nuovo nella NBA nelle file dei Detroit Pistons, passando in seguito ai Los Angeles Lakers e, nell'ottobre 2007, agli Orlando Magic insieme a Brian Cook, in cambio di Trevor Ariza.
Nel 2008 passò agli Atlanta Hawks. Nel febbraio 2011 venne incluso in uno scambio che lo portò ai Washington Wizards, sua ultima squadra NBA.

## Statistiche

### College
| Anno      | Squadra         | PG | PT | MP   | TC%  | 3P%  | TL%  | RP  | AP  | PRP | SP  | PP   |
| --------- | --------------- | -- | -- | ---- | ---- | ---- | ---- | --- | --- | --- | --- | ---- |
| 1997-1998 | WSU Shockers    | 31 | 18 | 24,5 | 38,3 | 32,9 | 67,3 | 4,5 | 0,9 | 1,0 | 0,3 | 12,1 |
| 1998-1999 | WSU Shockers    | 28 | 28 | 32,3 | 46,1 | 42,1 | 79,2 | 4,6 | 2,0 | 0,8 | 0,8 | 22,6 |
| 2000-2001 | Texas Longhorns | 34 | 34 | 33,0 | 44,0 | 38,9 | 75,7 | 5,3 | 1,3 | 1,3 | 0,6 | 15,6 |
| Carriera  | Carriera        | 93 | 80 | 30,0 | 43,2 | 38,2 | 75,2 | 4,8 | 1,4 | 1,0 | 0,6 | 16,5 |

### NBA

#### Regular Season
| Anno      | Squadra            | PG  | PT  | MP   | TC%  | 3P%  | TL%  | RP  | AP  | PRP | SP  | PP  |
| --------- | ------------------ | --- | --- | ---- | ---- | ---- | ---- | --- | --- | --- | --- | --- |
| 2001-2002 | Minnesota T'wolves | 10  | 0   | 4,5  | 47,4 | 0,0  | 75,0 | 0,4 | 0,4 | 0,0 | 0,0 | 2,1 |
| 2004-2005 | Sacramento Kings   | 65  | 11  | 19,0 | 44,2 | 32,9 | 75,6 | 3,1 | 0,7 | 0,6 | 0,1 | 6,4 |
| 2005-2006 | Detroit Pistons    | 80  | 1   | 14,2 | 45,2 | 37,1 | 80,0 | 2,0 | 0,8 | 0,5 | 0,2 | 5,0 |
| 2006-2007 | L.A. Lakers        | 76  | 10  | 22,8 | 43,2 | 36,1 | 78,7 | 2,9 | 1,0 | 0,5 | 0,2 | 8,4 |
| 2007-2008 | L.A. Lakers        | 7   | 0   | 13,7 | 32,1 | 14,3 | 80,0 | 1,3 | 1,7 | 0,7 | 0,1 | 4,4 |
| 2007-2008 | Orlando Magic      | 68  | 47  | 23,9 | 48,9 | 39,6 | 69,1 | 3,1 | 1,0 | 0,6 | 0,1 | 9,3 |
| 2008-2009 | Atlanta Hawks      | 80  | 25  | 23,0 | 43,2 | 39,5 | 82,2 | 3,0 | 0,7 | 0,6 | 0,1 | 7,2 |
| 2009-2010 | Atlanta Hawks      | 79  | 5   | 16,7 | 44,5 | 33,7 | 75,4 | 1,9 | 0,6 | 0,4 | 0,2 | 5,7 |
| 2010-2011 | Atlanta Hawks      | 47  | 12  | 17,8 | 39,3 | 31,5 | 85,7 | 1,8 | 0,6 | 0,3 | 0,1 | 4,5 |
| 2010-2011 | Wash. Wizards      | 26  | 12  | 27,4 | 43,9 | 34,6 | 93,3 | 2,8 | 0,6 | 0,7 | 0,3 | 9,7 |
| 2011-2012 | Wash. Wizards      | 24  | 0   | 14,3 | 40,2 | 37,8 | 76,9 | 1,0 | 0,4 | 0,6 | 0,0 | 4,9 |
| Carriera  | Carriera           | 562 | 123 | 19,4 | 44,2 | 36,3 | 78,5 | 2,5 | 0,7 | 0,5 | 0,2 | 6,7 |

#### Playoffs
| Anno     | Squadra          | PG | PT | MP   | TC%  | 3P%  | TL%  | RP  | AP  | PRP | SP  | PP  |
| -------- | ---------------- | -- | -- | ---- | ---- | ---- | ---- | --- | --- | --- | --- | --- |
| 2005     | Sacramento Kings | 3  | 0  | 18,7 | 60,0 | 50,0 | 80,0 | 2,3 | 1,0 | 0,7 | 0,0 | 6,0 |
| 2006     | Detroit Pistons  | 16 | 0  | 6,3  | 53,3 | 63,6 | 87,5 | 0,9 | 0,2 | 0,1 | 0,1 | 3,3 |
| 2007     | L.A. Lakers      | 5  | 0  | 16,4 | 38,5 | 38,5 | -    | 1,6 | 0,6 | 0,4 | 0,0 | 5,0 |
| 2008     | Orlando Magic    | 10 | 10 | 28,2 | 50,7 | 41,7 | 62,5 | 2,5 | 0,7 | 0,8 | 0,1 | 9,0 |
| 2009     | Atlanta Hawks    | 11 | 8  | 24,1 | 43,1 | 28,6 | 66,7 | 1,5 | 0,9 | 0,5 | 0,3 | 6,2 |
| 2010     | Atlanta Hawks    | 11 | 0  | 13,5 | 29,7 | 30,0 | -    | 1,2 | 0,2 | 0,8 | 0,0 | 2,3 |
| Carriera | Carriera         | 56 | 18 | 16,7 | 44,7 | 39,2 | 77,1 | 1,5 | 0,5 | 0,5 | 0,1 | 5,0 |

## Palmarès
- Coppa Italia: 1

Pall. Treviso: 2004